# Klępicz (gromada)
Klępicz – dawna gromada, czyli najmniejsza jednostka podziału terytorialnego Polskiej Rzeczypospolitej Ludowej w latach 1954–1972.
Gromady, z gromadzkimi radami narodowymi (GRN) jako organami władzy najniższego stopnia na wsi, funkcjonowały od reformy reorganizującej administrację wiejską przeprowadzonej jesienią 1954 do momentu ich zniesienia z dniem 1 stycznia 1973, tym samym wypierając organizację gminną w latach 1954–1972.
Gromadę Klępicz z siedzibą GRN w Klępiczu utworzono – jako jedną z 8759 gromad na obszarze Polski – w powiecie chojeńskim w woj. szczecińskim na mocy uchwały nr V/41/54 WRN w Szczecinie z dnia 5 października 1954. W skład jednostki weszły obszary dotychczasowych gromad Klępicz, Nowe Objezierze i Stare Objezierze ze zniesionej gminy Moryń oraz obszary dotychczasowych gromad Golice, Orzechów i Żelichów ze zniesionej gminy Cedynia w tymże powiecie. Dla gromady ustalono 13 członków gromadzkiej rady narodowej.
31 grudnia 1959 z gromady Klępicz wyłączono miejscowości Orzechów, Wierzchląd, Wichoradz, Golice, Trutwiniec, Zaborzyce i Żelichów oraz przystanek kolejowy Klępicz, włączając je do znoszonej gromady Lubiechów Górny w tymże powiecie; do gromady Klępicz włączono natomiast miejscowości Dolsko i Przyjezierze ze znoszonej gromady Mętno oraz miejscowości Mirowo, Młynary i Krępacz ze znoszonej gromady Godków tamże. Po zmianach tych gromadę Klępicz zniesiono, włączając jej obszar do znoszonej gromady Bielin w tymże powiecie.